# Aeroportul Isle of Man
Aeroportul Isle of Man (IATA: IOM, ICAO: EGNS) este un aeroport din Ronaldsway⁠(d), Insula Man ce deservește zona Insula Man. Aeroportul a fost tranzitat în 2022 de 562.490 de pasageri. A fost deschis în 1928 și numit după zona deservită.
Situat la o altitudine de 16 m, aeroportul dispune de 2 piste. Este operat de Department of Infrastructure⁠(d).

## Infrastructură

### Piste
Aeroportul dispune de 2 piste. Pista 08/26 are suprafața de asfalt și dimensiunile 1.837 m × 46 m. Pista 03/21 are suprafața de asfalt și dimensiunile 1.255 m × 46 m. 